# شهرک گل سفید
شهرک گل سفید، روستایی از توابع بخش ناغان شهرستان کیار در استان چهارمحال و بختیاری است.

## جمعیت
این روستا در دهستان مشایخ در ۳۳ کیلومتری کیار مرکز شهرستان و ۱۲۸ کیلومتری شهرکرد قرار دارد و براساس سرشماری مرکز آمار ایران در سال ۱۳۸۵، جمعیت آن ۴۷۶ نفر (۹۵خانوار) بوده است.